# Stomatosuchus
Stomatosuchus er en uddød art fra kridttiden af meget store, nære slægtninge til moderne krokodiller med usædvanligt formede kranier. De fossile rester, et enkelt, meget stort kranium og nogle halshvirvler, stammede fra Bahariya-formationen i den østlige Sahara i Egypten. De fossiler, der er det eneste materiale til at bestemme arten, blev fundet i 1925 af den tyske palæontolog Ernst Stromer von Reichenbach og anvendt ved beskrivelsen af Stomatosuchus inermis, men blev ødelagt under 2. verdenskrig, under et allieret bombeangreb på München i foråret 1944. Siden er der ikke fundet noget nyt materiale. Derfor er Stomatosuchus i dag kun kendt gennem publikationer og noter fra Stromer og Franz Nopcsa.

## Karakteristika
Den udfladede kranium var næsten to meter langt, hvoraf den snude, der lignede et andenæb, optog ca. 4/5. Underkæben, der er formet som et aflangt "U", var ekstremt slank og ca. 30 gange så lang som høj. De to nederste kæbegrene var parallelle med undtagelse af de forreste dele nær symfysen. De ovale tandlommer i overkæben havde en maksimal længde på 1,5 cm. Tænder var ikke kendt, men det kan udledes af størrelsen på tandlommerne, at de må have været meget små sammenlignet med kraniets længde. Mod bagsiden af kæbegrenene blev tandlommerne stadig mindre og mere smalle og smeltede endelig sammen i en rille.
Øjnene var placeret højt på hovedet og relativt tæt på hinanden.
Den samlede længde af dyret, som kraniet opdaget og beskrevet af Stromer tilhørte, anslås op til 10 meter.

## Adfærd
På grund af sin skrøbelige kæbe er det usandsynligt, at Stomatosuchus har været i stand til at udvikle så meget bidekraft som nutidens krokodiller. Også den lille størrelse på tænderne indikerer, at den måske har jaget bytte, der var væsentligt mindre end den selv. Den ernærede sig sandsynligvis ved relativt små fisk, som den kan have luret på i lavt vand med munden åben og simpelthen snuppet, hvis de svømmede for tæt på.
Senere i Miocæn havde de sydamerikanske kaimaner (Mourasuchus og andre) udviklet en lignende livsstil helt uafhængig af Stomatosuchus.

## Systematik
Stomatosuchus er typearten for familien Stomatosuchidae hvortil med den nuværende definition tillige hører Laganosuchus fra Cenoman i den vestlige del af Sahara (Niger, Marokko).